# Морозова, Нина Павловна
Ни́на Па́вловна Моро́зова (1933—2022) — советский хозяйственный и государственный деятель, Герой Социалистического Труда.

## Биография
Родилась в 1933 году в деревне Истобное Раненбургского района Центрально-Черноземной области. Член КПСС.
В 1950—1988 — маляр, мастер отделочных работ, бригадир маляров треста «Мосотделстрой» № 4 Главмосстроя Мосгорисполкома.
Указом Президиума Верховного Совета СССР от 5 апреля 1971 года присвоено звание Героя Социалистического Труда с вручением ордена Ленина и золотой медали «Серп и Молот».
Делегат XXV съезда КПСС.
Умерла в 2022 году в Москве.

## Награды и звания
- Герой Социалистического Труда (05.04.1971)
- Орден Ленина (05.04.1971)
- Орден Трудового Красного Знамени (21.06.1963)